# ZX Spectrum Vega
Lo ZX Spectrum Vega è una versione miniaturizzata del computer a 8 bit Sinclair ZX Spectrum approvata dall'inventore del computer originale, Clive Sinclair, e prodotta dal 2015.

## Storia
Nel 2014 la società britannica Retro Computers Ltd ha annunciato la produzione di una retro-console di videogiochi dello ZX Spectrum, dal prezzo finale di 100 sterline e finanziata in crowdfunding con la piattaforma Indiegogo; secondo il quotidiano britannico The Guardian lo stesso Clive Sinclair avrebbe agito apportando un investimento personale. Al 31 gennaio 2015, erano state raccolte 155.682 GBP, pari al 150% del budget richiesto dal produttore.
Venne poi annunciato e sviluppato il progetto di una nuova versione portatile della console, chiamata ZX Spectrum Vega+, che al 27 marzo 2016 aveva raccolto 512.790 GBP attraverso Indiegogo, pari al 366% del budget richiesto dal produttore. Il prototipo presentava un piccolo display montato tra i comandi, ed è simile ad altre console tascabili con dotazione di circa 1.000 giochi classici già installati e previsto per la commercializzazione a partire dal 20 ottobre 2016. Tuttavia, nonostante l'incasso di un budget multiplo quello richiesto e il successo commerciale del primo modello, la consegna dei modelli ai sottoscrittori del finanziamento on-line è slittata al febbraio 2017, e poi senza data, tanto che nel marzo 2017 la stampa specializzata dubitava della reale produzione della console. L'8 agosto 2017, l'azienda produttrice ha promesso la spedizione dei primi modelli entro 8 settimane dal comunicato, motivando il ritardo con ragioni di carattere tecnico, commerciale (l'acquisizione delle licenze di alcuni tra i videogiochi più famosi per lo Spectrum) e legale. Nei mesi successivi, Retro Computers ha pubblicato sul proprio canale YouTube diversi video di produzione della scocca della mini-console. Il 6 giugno 2018, dopo l'ennesimo rinvio e dopo avere eluso le richieste di Indiegogo a garanzia dei micro-investitori nel progetto, la società di crowdfunding ha annunciato di percorrere le vie legali per recuperare i soldi investiti dai propri utenti.

## Caratteristiche

### Hardware
Lo ZX Spectrum Vega ha la forma di un gamepad per console che contiene la componentistica elettronica basata su processore ARM e riproduce il design del computer originale firmato da Rick Dickinson, con i tasti necessari al gioco (direzione, fuoco, opzioni) e senza una tastiera fisica completa: questa caratteristica sfavorisce la programmazione e caratterizza la macchina più come una console per giochi.
Per l'uso, è necessario collegare la console a un televisore con il cavo fornito, che prevede solamente una interfaccia video a componenti; non è presente una presa HDMI, e nemmeno l'adattatore SCART, è alimentata da un cavo micro USB da collegare ad una spina elettrica. Utilizza una tastiera virtuale, con l'iterazione del cursore su ogni tasto: lettere dell'alfabeto, numeri e simboli sono raccolti in gruppi, per passare da un gruppo all'altro si usano i tasti direzionali, quindi le lettere sono assegnate ai quattro tasti principali di input.

### Software
La confezione recita “mille giochi classici pre-caricati”, e sono inclusi anche quelli di software house come Ultimate Play the Game che avevano sempre rifiutato di acconsentire alla libera distribuzione dei vecchi codici degli anni '80. È possibile caricare altri giochi in formato TZX e aggiornare il firmware della macchina, usando una scheda microSD.